# 俞一貫
俞一貫（1533年—？），字原道，號蒲石，直隸徽州府婺源縣人，民籍，明朝政治人物。

## 生平
嘉靖二十八年（1549年）己酉科應天鄉試第四十七名舉人，四十四年（1565年）乙丑科進士。戶部觀政，授廬陵縣知縣，隆慶三年（1569年）閏六月選浙江道監察御史，巡視山西河東鹽政，六年（1572年）十月巡按山東，萬曆三年（1575年）五月考察，調南京大理寺評事，同年十二月養病。

## 家族
曾祖俞俊，歲貢生；祖父俞時；父俞良圭，贈監察御史。嫡母汪氏；生母王氏。